# Ragvald Odenskarl
Ragvald Odenskarl o Ragnvald Odiakarl ("Ragnvald, seguidor de Odín"; ejecutado en 1484), fue un sueco ejecutado por ser un seguidor declarado de la religión nórdica. Su caso es significativo. Era muy poco común declararse abiertamente "pagano" durante este periodo, y su testimonio indica que la antigua religión nórdica todavía era practicada por algunos en Suecia tan tarde como finales del siglo XV.
El 27 de octubre de 1484, Ragvald fue juzgado en Estocolmo por haber robado en iglesias en el sur de Uppland. Entre ellas estaban la iglesia de Skepptuna (dos veces), la iglesia de Markims, la iglesia de Orkesta y la iglesia de Vallentuna. Admitió haber cometido los robos con la colaboración de un cómplice llamado Johan Land, que fue posteriormente arrestado. Pero robar en una iglesia durante este periodo no era considerado un robo ordinario, sino también un acto de sacrilegio. El propio Ragvald declaró que había servido al antiguo dios nórdico Odín por siete años y, por lo tanto, no era cristiano sino un seguidor de la vieja religión nórdica.
Se cree que Ragvald Odenskarl fue ejecutado en la hoguera. Su cómplice Johan Land evitó la ejecución al pedir ser el verdugo.